# Kabelová průchodka
Kabelová průchodka je elektrotechnická součástka, která slouží k vyvedení nebo průchodu elektrických a světlovodných vodičů a kabelů, případně tlakových hadic stěnami rozváděčů, rozvodnic, přípojnicových skříní, ale také krytů strojů nebo stěnami vozidel, lodí, letadel.
Průchodky dokážou dokonale utěsnit průchod mezi oběma stranami přepážky, ale také odlehčit mechanický tah vyvolaný hmotností vodičů (kabelů). Obvykle se rozlišují systémy, které umožňují dokonalé utěsnění procházejících vodičů nezakončených svorkami nebo konektory od dělených systémů, které dovolují průchod konfekcionovaných kabelů – zakončených kabelovými oky nebo konektory.

## Kabelové průchodky pro vodiče bez konektorů

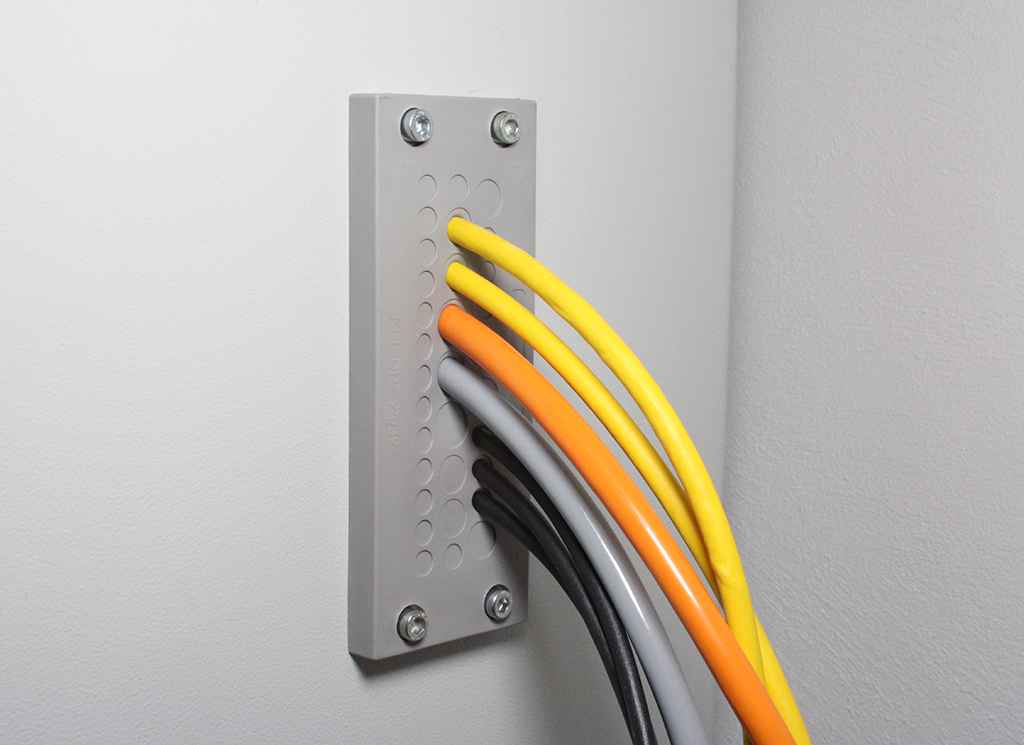
Kabelová membránová průchodka pro vodiče bez konektorů

Pro průchod holých vodičů a kabelů například stěnami strojů, rozváděčů nebo různými kryty slouží především kabelové vývodky, zátky (ucpávky) nebo membránové průchodky (desky). Cílem je co nejlépe utěsnit otvory ve stěně a vnitřek rozváděče ochránit před nečistotami, prachem a vlhkostí. Kabelové vývodky a zátky jsou určeny vždy pro průchod jednoho kabelu nebo jen malého počtu kabelů (jednotek kusů). Oproti tomu membránové průchodky (desky) dovolují protáhnout mnoho vodičů a s různými průměry. Podle konkrétního typu lze dosáhnout stupně krytí až IP67/68 podle ČSN EN 60529 Stupně ochrany krytem.

## Dělené kabelové průchodky pro vodiče s konektory

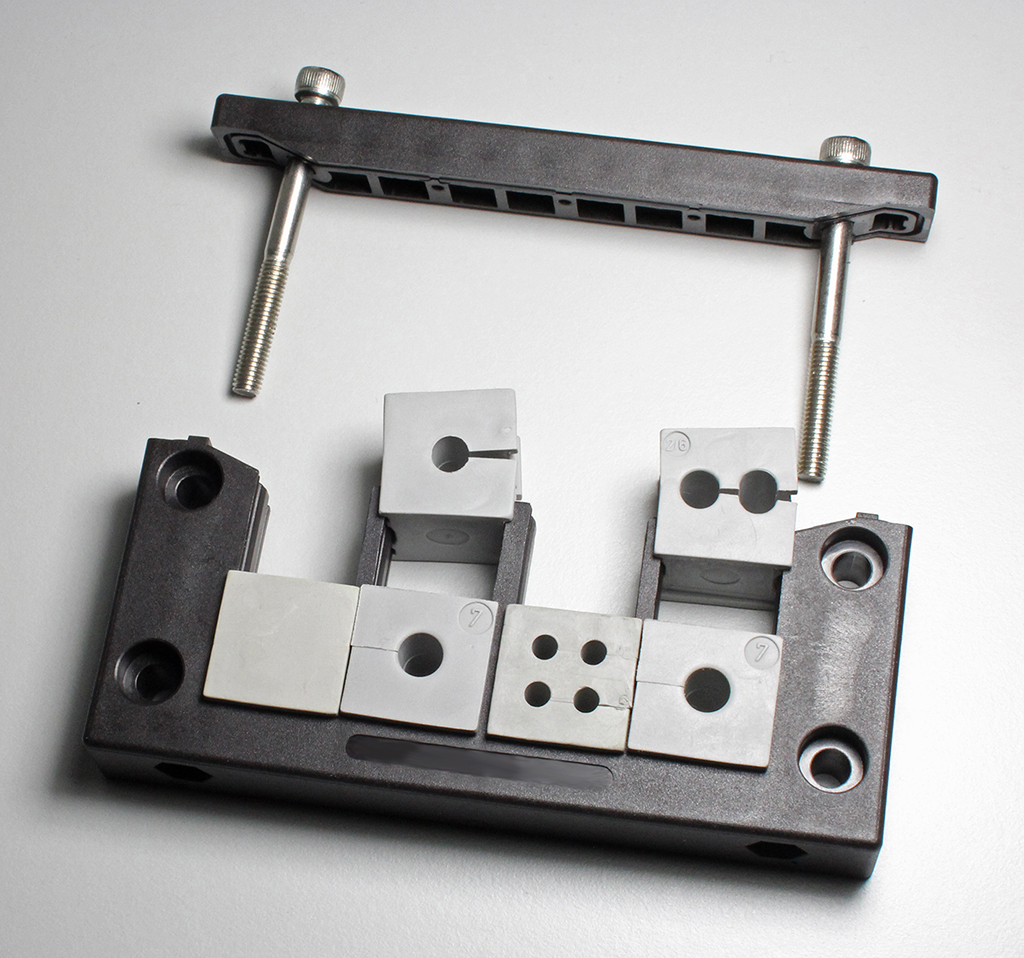
Dělená kabelová průchodka pro větší počet kabelů

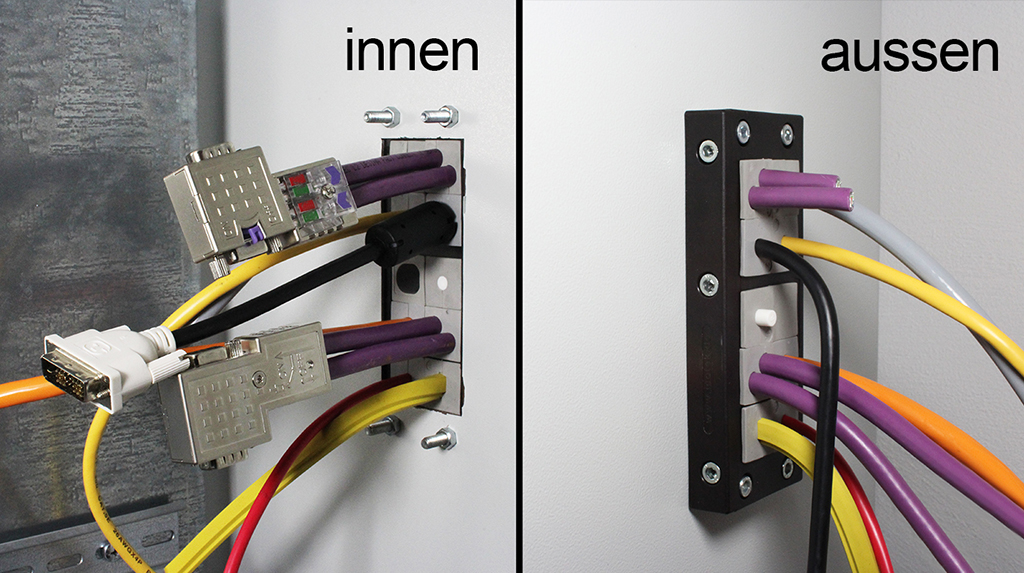
Kabelová průchodka namontovaná ve stěně rozváděče

Pro průchod vodičů a kabelů, které jsou na obou koncích osazeny konektory, byly vyvinuty dělené kabelové průchodky. Možnost rozdělení v tomto systému přináší dvě velké výhody. Především není nutno demontovat konektor z konce kabelu, takže není porušena záruka na už hotový kabel. Je také možné montovat kabely dodatečně, přidávat kabely do již dokončeného rozváděče. Dělené kabelové průchodky se skládají ve většině případů z pevného rámu z plastu nebo méně často z hliníku (obvyklé například v potravinářském průmyslu) a z jednoho nebo několika dělených těsnicích prvků, zhotovených z elastomeru. Kabel je tímto těsnicím prvkem pevně uzamčen a fixován v rámu. Díky pevnému rámu lze docílit i částečného odlehčení v tahu. Těsnicí prvky mají i pro různé průměry kabelů stejný vnější tvar i velikost. Existují i zaslepovací prvky bez otvoru, ty představují rezervu pro kabely, které budou umístěny do průchodky v budoucnosti. Do jednoho rámu je možné vkládat kabely různých průměrů, případně kabely vyměňovat bez nutnosti úpravy otvorů ve stěně.

## Příbuzná řešení
- kabelová průchodka do nábytku – plastový výlisek s posuvným víčkem zakrývá kruhový otvor v desce stolu, kterým procházejí zpravidla datové kabely; tato průchodka není přizpůsobena k upevnění kabelů, pouze k jejich bezpečnému průchodu stěnou nábytku,
- kabelový prostup – sestava prvků, které umožní průchod kabelu (i většího počtu kabelů) svislou stěnou budovy pod povrchem okolního terénu; těsní i proti podzemní vodě; hlavní je pryžová vložka stažená mezi kovová mezikruží; stlačením se pryžová vložka rozepře proti stěnám kruhového otvoru ve stěně i proti plášti kabelu; obdobná konstrukce se užívá i pro průchod potrubí,
- protipožární ucpávka – soubor materiálů jako jsou tmely, pásky, manžety, těsnicí polštáře, kterými je utěsněn kabel při průchodu stěnou mezi dvěma požárními úseky[1]; použité materiály jsou intumescentní – při požáru výrazně zvětší svůj objem a tím zajistí oddělení obou prostorů; neslouží k mechanickému upevnění kabelů, to musí být zajištěno jinak (kabelové žlaby, lávky, žebříky),
- střešní prostup – plastový výlisek určený k zabudování do krytiny ploché střechy pro průchod kabelu (sdělovacího, anténního), pro taškové střechy označováno také jako anténní průchodka,

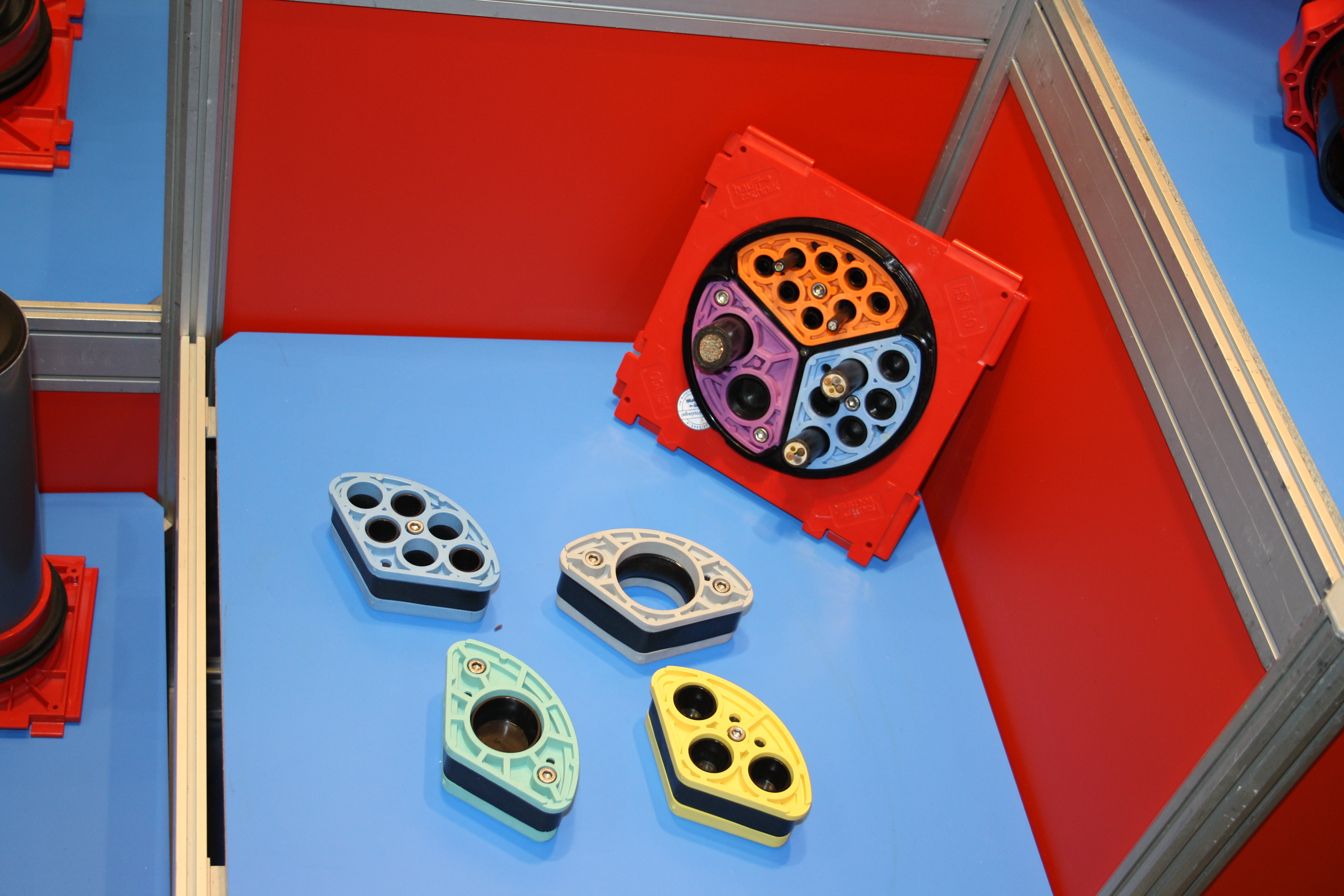
Kabelový prostup s výměnnými segmenty pro různé průměry kabelů; červená čtvercová část se přišroubuje přes otvor ve stěně
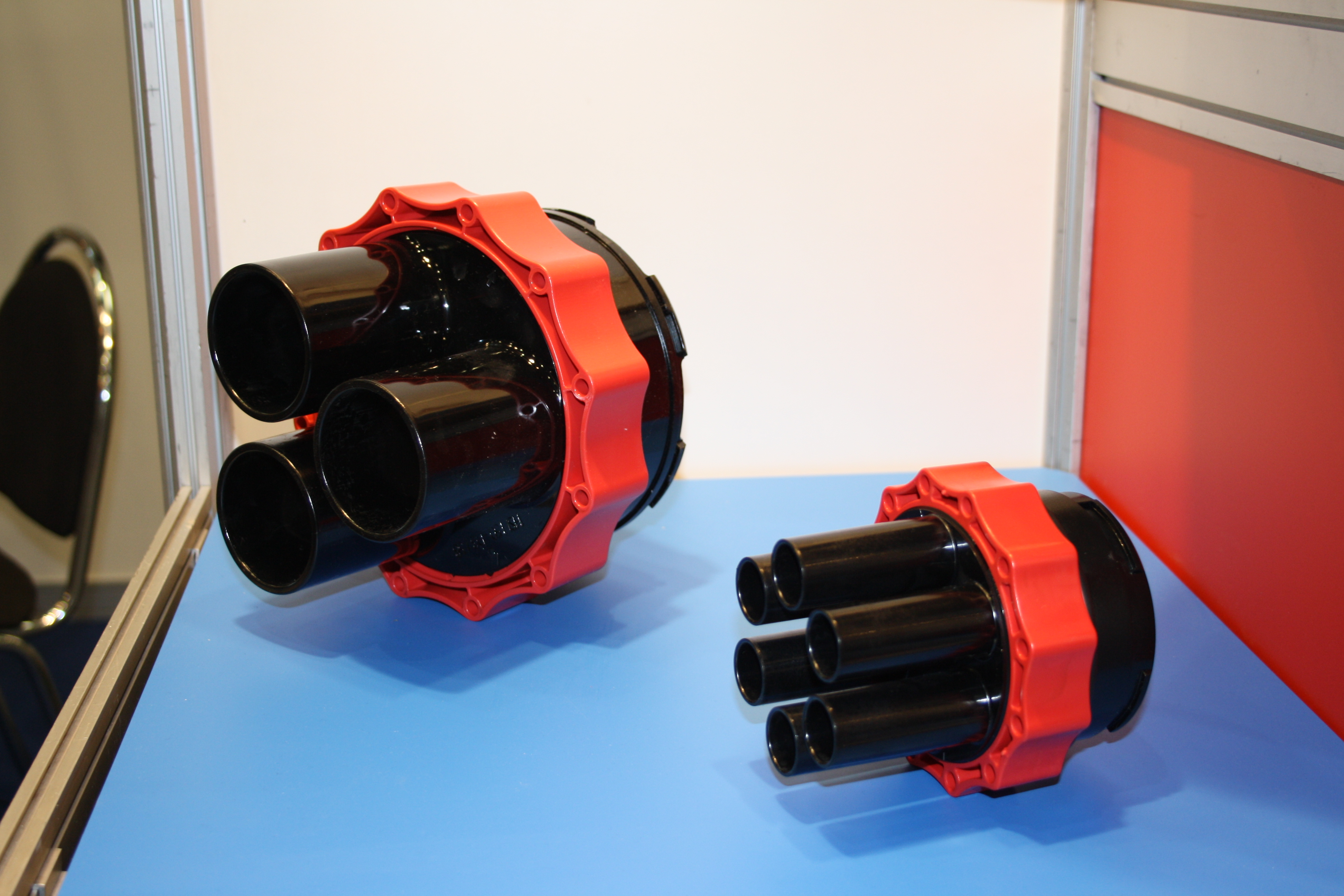
Vnější část kabelového prostupu pro několik kabelů stejného průřezu; našroubuje se na zazděnou nosnou část; kabely se protáhnou a dotěsní přetaženou a zahřátou smršťovací hadicí
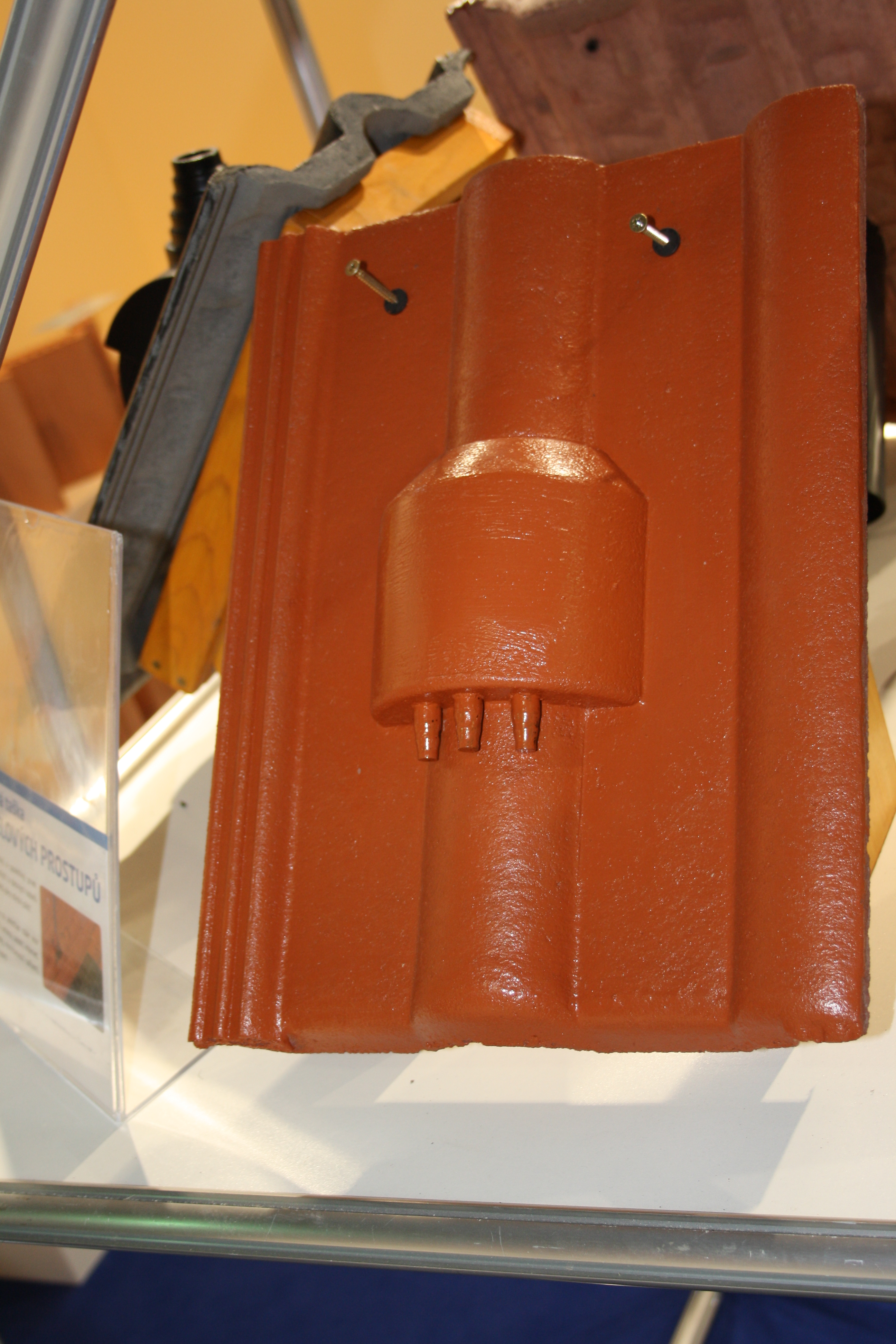
Betonová střešní taška s kabelovými prostupy pro anténní kabely (tři kónické výstupky uprostřed fotografie jsou pryžové průchodky, nastříkané stejnou barvou jako celá taška)